# اوچی‌کواشی
اوچی‌کواشی (به ژاپنی: 打ちこわし) به معنای ویران کردن، نوعی از شورش در دوره ادو در ژاپن بود و به ویران کردن خانهٔ اشخاصی که به نوعی تقلب و خلاف کرده بودند توسط جمعی معترض، گفته می‌شود.
در پس زمینه، وقتی قحطی به وجود آمد و کمبود برنج وجود داشت، بازرگانان پول‌دار برنج را در شهر به مقدار زیاد خریداری می‌کردند تا وعده‌های غذایی خود را تأمین کنند. در نتیجه میزان برنج در بازار کاهش یافته و قیمت برنج سر به فلک می‌کشید.
اولین اوچی‌کواشی در در شهر در ناگاساکی در سال شانزدهم گنروکو (۱۷۰۳) و در ادو سال (۱۷۳۳) رخ داد. از آن زمان، این امر اغلب به دلیل قحطی و بی‌ثباتی سیاسی اتفاق می‌افتاد. مهمترین اوچی‌کواشی، اوچی‌کواشی تنمی بعد از قحطی بزرگ تنمی و شورش یو نائوشی در اواخر دوره ادو تا اوایل دوره میجی بود.
عمدتاً در مناطق شهری، این کار اغلب نسبت به کسانی انجام می‌شود که به علت خرید عصبی (احتکار) موجب افزایش قیمت‌ها می‌شدند، اما شورش دهقان‌ها نسبت به بازرگانان و مقامات دِه که با سیاست‌های نادرست اربابان مربوط بودند نیز صورت می‌گرفت. در این نوع شورش وسایل خانگی به یغما برده می‌شد، اما از طرف دیگر، برای ثابت کردن اینکه این ادعا برحق است، موارد بسیاری وجود دارد که تنها تخریب خانه صورت می‌گرفت و آتش‌سوزی و غارت خانه سرزنش می‌شد. البته کسانی که این آشوب‌ها را رهبری می‌کردند مجازات می‌شدند، اما در مواردی اگر برحق بودن این آشوب در جامعه به رسمیت شناخته می‌شد، مسئولان نتیجه را می‌پذیرفتند و در این موارد برعکس طرفی که خانه‌اش مورد حمله قرار گرفته بود مجازات می‌شد یا به علت بی‌آبرویی منطقه را ترک می‌کرد.
بر خلاف «ایکی (شورش)»، که مستقیماً از اربابان فئودال و مقامات درخواست می‌شد که «خراج سالانه را کاهش دهند» و «مقاماتی را که مرتکب تقلب می‌شوند مجازات کنند»، با در نظر گرفتن هدف و نحوهٔ انجام، اوچی‌کواشی خشن‌تر و ویرانگرتر بود.
اوچی‌کواشی به ویژه در اواخر دوره ادو (باکوماتسو) که قیمت‌ها به شدت افزایش یافت، رو به فزونی گذاشت.